# Daihatsu Charade
Daihatsu Charade var en minibil fra Daihatsu bygget i flere generationer mellem 1977 og 2000. Modelændringer fandt sted i 1983, 1987 og 1994. I løbet af 2000'erne er Daihatsu Mira blevet solgt under navnet Charade på visse markeder.
Fra starten var Charade forsynet med en trecylindret motor på 1,0 liter. I løbet af 1980'erne kom den også med en større motor samt med turbo. Fra tredje generation fandtes udover de 3- og 5-dørs hatchbacks også en 4-dørs sedan.
- Daihatsu Charade '87−'94